# Gian Luca Zattini
Gian Luca Zattini, (Meldola, 12 de abril de 1955) es un médico y político italiano. Desde el 11 de junio de 2019 es el alcalde de Forlì.

## Trayectoria
Nació en Meldola en 1955, se formó en medicina y cirugía en la Universidad de Roma III, trabajó como dentista. En 1975 ingresó a la política por primera vez al ser elegido para el consejo municipal de Meldola en las filas de los demócratas cristianos.
En 2009 fue elegido alcalde de su ciudad para la lista cívica de "Noi Meldolesi". Fue reconfirmado en 2014.
En 2019, decidió postularse para alcalde de Forlì con una coalición de centro-derecha, que incluye a Lega, Forza Italia, Fratelli d'Italia, Il Popolo della Famiglia y la lista cívica de "Forlì Cambia". Ganó la votación con el 53.07% de los votos, convirtiéndose en el primer alcalde de centro-derecha de Forlì desde el segundo período de posguerra. Asumió oficialmente el cargo el 11 de junio de 2019.